# Daniëlle Koninkx
Daniëlle Alice Mathilde Koninkx (Nijmegen, 27 november 1968) is een Nederlands sieraadontwerper. Koninkx is opgeleid aan de Hogeschool voor de Kunsten te Utrecht (1987-1993), waar zij les had van onder anderen Herman Hermsen.